# Archidiecezja Huancayo
Archidiecezja Huancayo (łac. Archidioecesis Huancayensis) – archidiecezja Kościoła rzymskokatolickiego w Peru. Należy do metropolii Huancayo. Została erygowana 18 grudnia 1944 roku przez papieża Piusa XII jako diecezja mocą konstytucji apostolskiej Supremum Apostolatus munus. W 1966 roku została podniesiona do rangi archidiecezji przez papieża Pawła VI bullą Quam sit christifidelibus.

## Ordynariusze

### Biskupi Huancayo
- Leonardo José Rodriguez Ballón OFM, 1945 - 1946
- Daniel Figueroa Villón, 1946 - 1956
- Mariano Jacinto Valdivia y Ortiz, 1956 - 1966

### Arcybiskupi Huancayo
- Mariano Jacinto Valdivia y Ortiz, 1966-  1971
- Eduardo Picher Peña, 1971 - 1984
- Emilio Vallebuona Merea SDB, 1985-  1991
- José Paulino Ríos Reynoso, 1995 - 2003
- kard. Pedro Barreto SJ, 2004 - 2024
- Luis Alberto Huamán Camayo OMI, od 2024